# Glaucolepis micromeriae
Glaucolepis micromeriae is een vlinder van de familie van de dwergmineermotten (Nepticulidae). De wetenschappelijke naam is voor het eerst voorgesteld als Stigmella micromeriae door Thomas de Grey Walsingham in een publicatie uit 1908.

## Verspreiding
De soort komt voor op de Canarische Eilanden.

## Waardplant
De rups leeft in en van de bladeren van Micromeria varia en Micromeria teneriffae (Lamiaceae) en maakt daarin een gangmijn. De larve mineert in twee à drie bladeren en steekt van het ene naar het andere blad over via de bladstelen.